# Unexpect
Az Unexpect (stilizálva: uneXpect vagy UnexpecT) egy kanadai avantgárd metal zenekar volt 1996-tól 2015-ig. 

## Története
Montreal városában alakultak. Zenéjük a death, black, heavy és progresszív metal keveréke. Továbbá a klasszikus zene, dark cabaret, opera, jazz, funk, elektronikus zene, ambient, zajzene és cirkuszi zene műfajai is hallhatóak zenéjükben. Első nagylemezüket 1999-ben jelentették meg. A zenekar tagjai 2015-ben Facebookon bejelentették, hogy feloszlanak. Lemezeiket a The End Records, Galy Records kiadók jelentették meg. 

## Tagok
- Eryk Chapados - ének, gitár (1996-2015)
- Stéphane English - ének, gitár (1996-2015)
- Roxanne Hegyesy - ének (2001-2015)
- Frédérick Filiatrault - basszusgitár (2001-2015)
- Landryx - dob (2004-2015)
- Blaise Borboën-Leonard - hegedű (2007-2015)

## Korábbi tagok
- Véronique Michaud - ének (1996-2001)
- Mathieu Phaneuf - basszusgitár (1996-2001)
- Olivier Genest - billentyűk (1996-2001)
- Anthony Trujillo - dob (2002)
- Dasnos - dob (2003)
- Charles Crépeau - hegedű (1996-2006)
- Stéphane Primeau - dob (1996-2002), billentyűk, zongora (2002-2010)

## Diszkográfia
- Utopia (album, 1999)
- _wE, Invaders (EP, 2003)
- In a Flesh Aquarium (album, 2006)
- Fables of the Sleepless Empire (album, 2011)